# Berliner Stadtbahn

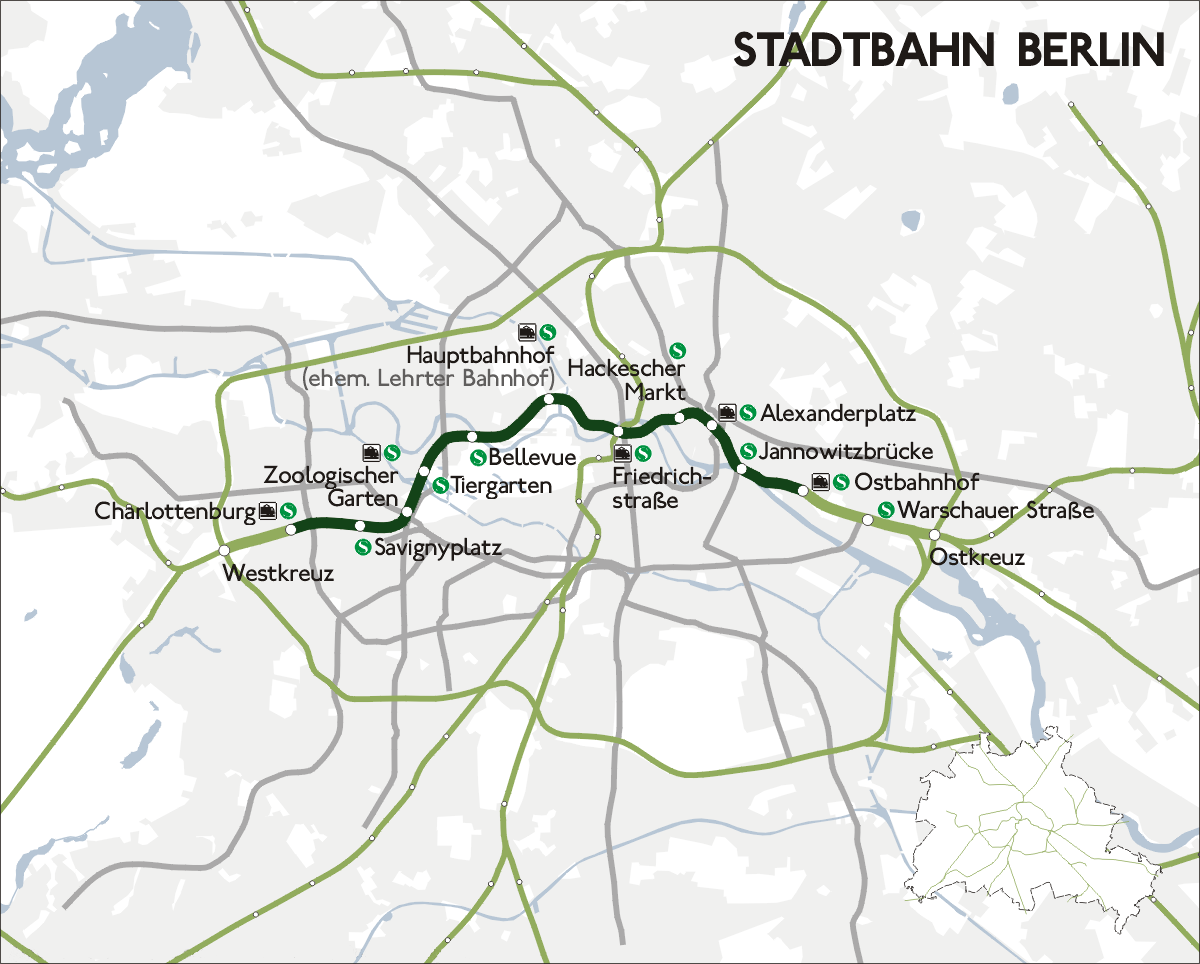

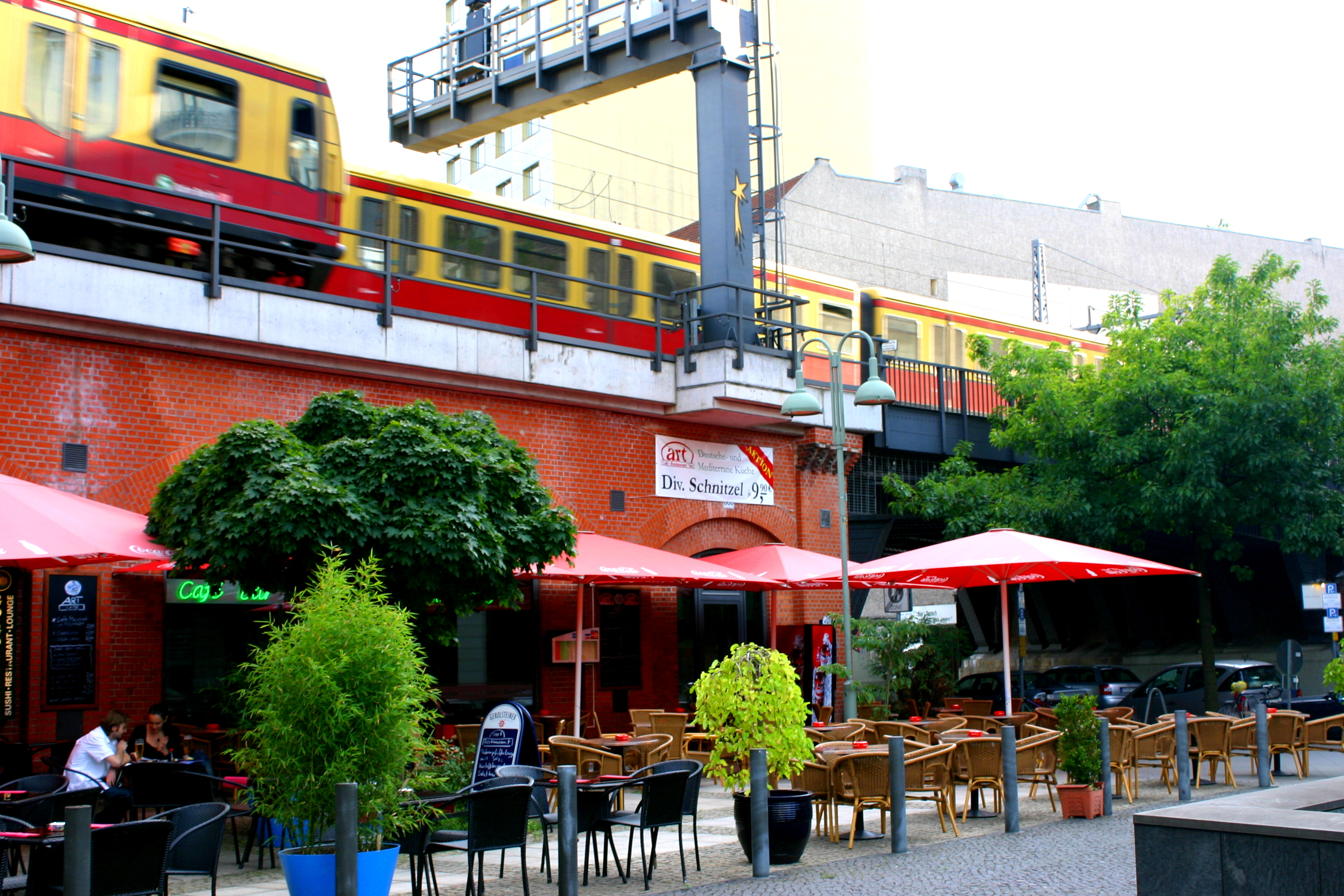
Restaurante debaixo do viaduto

A Berliner Stadtbahn é um viaduto ferroviário traversando por 11,2 quilómetros o centro da capital alemana Berlim de este na oeste, ligando o Ostbahnhof (Estação Oriental) com a Estação Charlottenburg, pasando - entre otros - por estações  Alexanderplatz, Friedrichstraße, Estação Central e Zoologischer Garten. 
Dois das quatro carris são arranjados por a S-Bahn de Berlim, as dois otras por comboios regionales e de larga distancia. A S-Bahn de Berlim tem um sistema de electrificação diferente do rede geral. 
O Stadtbahn foi edificado de 1875 a 1882 por ligar quatro das oito estações terminales existentes en 1870 na Berlim. Consiste de oito quilometros de obras de pedreiro com originalmente 781 arcos, proveendo espaços por varios utilizações debaixo do viaduto, dois quilometros de pontes de ferro, e el resto en forma de dique levantado.  